# Christie Brinkley
Christie Brinkley (născută  Christie Lee Hudson; n. 2 februarie 1954) este un fotomodel și actriță americană. A devenit faimoasă pe plan internațional începând cu sfârșitul anilor 1970 prin trei apariții consecutive pe coperta Sports Illustrated Swimsuit Issue până în 1981. De-a lungul timpului ea a apărut în peste 500 de coperte de reviste.
Reviste ca Allure, Playboy și Men's Health au numit-o pe Brinkley drept una dintre cele mai atractive femei din toate timpurile.

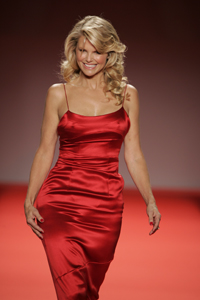
Christie Brinkley în 2005